# ジョナサン (ファミリーレストラン)
ジョナサン（英: Jonathan's）は、すかいらーくホールディングス傘下の事業子会社であるすかいらーくレストランツが運営する都市型ファミリーレストランチェーン。また、株式会社ジョナサン（英: Jonathan's co.,Ltd）は、同社の子会社で、2011年12月31日までこれを運営していた企業である。
東京、茨城、千葉、埼玉、神奈川、山梨、静岡の主に首都圏都心部を中心に、2024年3月現在、約190店を展開する。

## 歴史
1970年代後期、当時のすかいらーくが多角経営・新しいコンセプトの都市型ファミリーレストランとして、海外のレストランチェーンとの業務提携を検討し、当時のレストラン事業の最先端ノウハウ・メニュー開発・店舗運営の導入先をアメリカのコーヒーショップタイプレストラン・サンボ社（en:Sambo's）として提携、同社と共同出資を行い1979年に「株式会社サンボ・ジャパン」を設立。
新店舗オープン直前に提携先のサンボが倒産、提携先の消滅により急遽自社ブランドでの立ち上げを余儀無くされて商号を「株式会社ジョナス」に変更（のちに1996年ジョナサンに商号変更）・店舗名称をジョナサンとして1980年に新店舗をオープンと紆余曲折の上での誕生であった。
一号店オープン時は、運営マニュアルも店員のユニフォームも提携予定であったサンボのものを流用し、店のコンセプトもコーヒーショップまま「ハンバーガー、ワッフル、コーヒー」関連のメニュー構成だった。1980年当時、消費者にこのメニュー内容は受け入れられず数年の間営業的に苦戦の時期が続く。コーヒーショップ・軽食コンセプト重視からの変更、ファミリーレストランタイプの幅広いフルラインメニュー構成重視へ事業戦略が改められた。
食材鮮度を重視、接客サービスの向上、清潔な店舗の原点を徹底させた結果、集客率・利益率は好転し、ジョナサンのコンセプトは消費者に支持され、首都圏地域への都市型店舗ドミナント出店、拡大路線は1990年代後期まで続けられた。
後に創業者の横川竟は、ジョナサンの店づくりにはコストをふんだんに費やしたと語っている。
2006年には、ジョナサンは新業態レストラン・ベーカリー事業などの試み、東京都内のジョナサン店舗を活用したネットオーダーシステム・デリバリー事業「デリボーイズ」分野への進出、ジョナサン店舗の都心部への出店推進など、消費者ニーズ・時代に合ったレストラン運営への再構築、カフェスタイルのカジュアルイタリアンの料理を主力としたメニュー開発を行なっていた。
2012年1月に親会社である株式会社すかいらーくに吸収合併され企業としては消滅。ジョナサンは同社の直営店舗となった。
すかいらーくの純粋持株会社化に伴い2016年1月1日付ですかいらーくが行ってきたレストラン事業全般が吸収分割方式で、子会社の株式会社すかいらーくレストランツに承継された。

## 沿革
- 1979年5月 - アメリカのサンボ社と提携、株式会社サンボ・ジャパンを設立。
- 1980年
  - 1月 - サンボ社との提携を解消、株式会社ジョナスへ商号変更。
  - 4月 - 「ジョナサン」1号店として、練馬高松店[6]オープン。
- 1986年8月 - 店頭市場に株式公開。
- 1987年11月 - 100号店オープン。
- 1988年7月 - 昭島物流センター開設。
- 1991年10月 - ジョナス本部新社屋完成。
- 1996年4月 - 株式会社ジョナサンへ商号変更。
- 1997年4月 - 200号店オープン。
- 2000年8月 - 300号店オープン 。
- 2003年9月 - 焼きたてベーカリー「ジョナサンブレッド」をジョナサン新座東店に併設。
- 2004年7月 - 株式会社すかいらーくの100%子会社となる。
- 2005年
  - 株式会社すかいらーくより「スカイラークガーデンズ」を移管、株式会社ジョナサンの運営となる。
  - カジュアルレストラン「ジェイズガーデン」1号店オープン。
- 2009年12月 - 「ジェイズガーデン」を全店舗閉鎖、「ジョナサン」または「おはしガスト」「ガスト」へ業態転換。
- 2010年5月 - 焼肉食べ放題「旨っカルビ」1号店オープン。
- 2012年
  - 1月1日 - 株式会社すかいらーくに吸収合併。2月1日、他のすかいらーくグループの店舗と同時にクレジットカード・電子マネーの利用開始。同日Tポイント対応開始。
  - 12月1日 - 「旨っカルビ」をトマトアンドアソシエイツへ譲渡。

## メニュー・店舗の特徴
- すかいらーくと同様にセントラルキッチンを駆使して下味調理加工の上、店舗でマニュアルに従った調理を行っている。冷凍食材を多用した時期もあったが、その後は鮮度を重視し必要最低限な種類の使用に留め、店舗へ食材配送の回数を増やすなど「ジョナサンのこだわり・鮮度食材の強み」を生かした対応を行っている。
- 「ジョナサン自信作の食材」として、店舗内で米や果物、有機野菜などを販売していた。
- ジョナサンのドリンクバーは、すかいらーくグループとほぼ同様の内容で提供している。コールドのアイスティー、アイスウーロン茶、アイスコーヒーから、コーラなどの炭酸類、ホットのダージリンティー、アップルティー、ローズヒップティーなどのティーバッグ類も数種類用意され、ドリンクバーコーナーで利用できる。またティーバッグ類はジョナサンストアで同じ物が購入できる。
- ジェイズガーデンではティーバーを採用し、その名の通り16種類の紅茶を常備していた。従来のコールドドリンク・コーヒーを出す設備も併設されていた。
- パフェについては一般的にはアイスクリーム及び隙間やトッピングにホイップクリームを用いるが、ジョナサンでは両方とも用いずに全てソフトクリームを利用したものを提供している。
- 2006年11月中旬から割り箸を廃止し。代わりに洗浄して再利用できるPBT樹脂の箸を採用した（ディナーナイフやフォークと一緒に籠に人数分入れてある）。[7]
- すかいらーくグループのほとんどの店舗ブランドが対応しているTポイントに対応していなかったが、2012年2月1日より対応した。
- 東京都、神奈川県の一部店舗にモーニングビュッフェもある[8]。

## 株式会社ジョナサン運営の事業
レストラン事業
- ジョナサン - ファミリーレストラン300店舗。

デリバリー事業
- デリボーイズ - ネットオーダーシステムを活用、東京都内のジョナサンの店舗が中心となって料理の宅配（コールセンター運営 - 株式会社イフ）。

ネット通販事業
- ジョナサンストア - ジョナサンが店舗で使用する食材を販売するウェブサイト。主に店舗で使用している食材・ドリンク・調味料類の通販事業。

過去の事業
ベーカリー事業
- ジョナサンブレッド - ジョナサン店舗併設店として作りたてパン「ジョナサンブレット」を展開していた。パンを店内メニューアイテムで食事、またはテイクアウト商品で購入できる。2003年に事業を開始し、最盛期には5店舗を展開したが、2016年3月に終了。

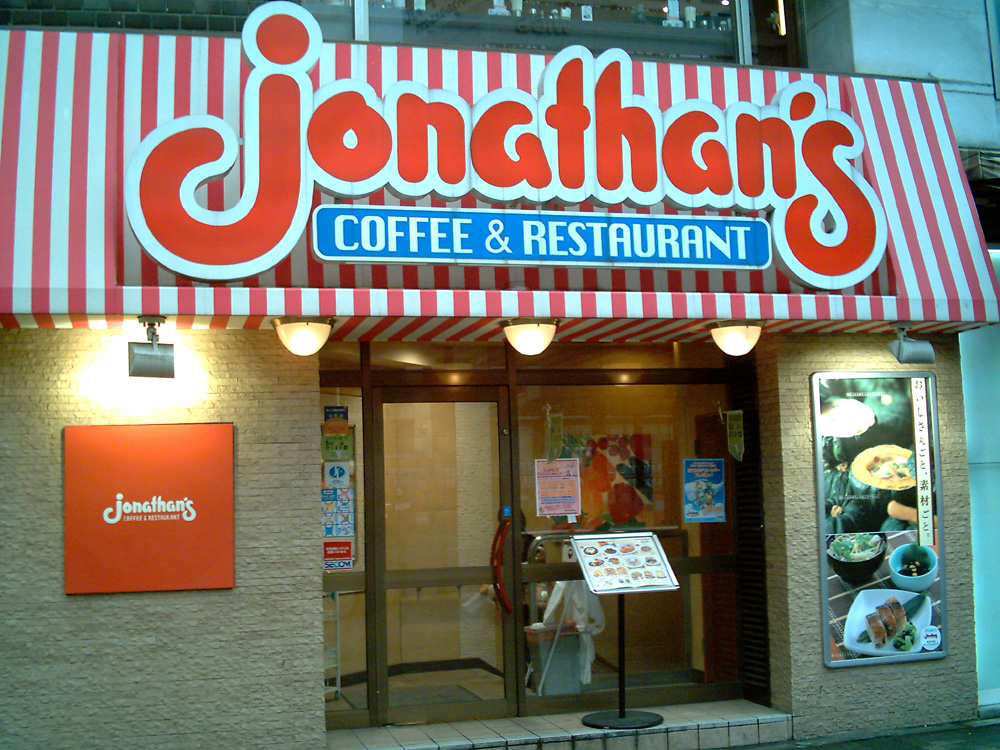
ジョナサン・ビルイン店舗
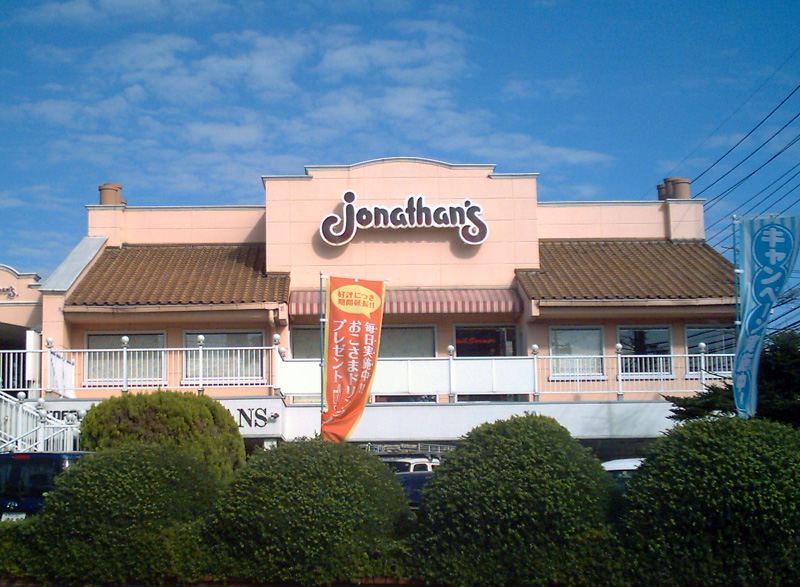
ジョナサン・ロードサイド店舗
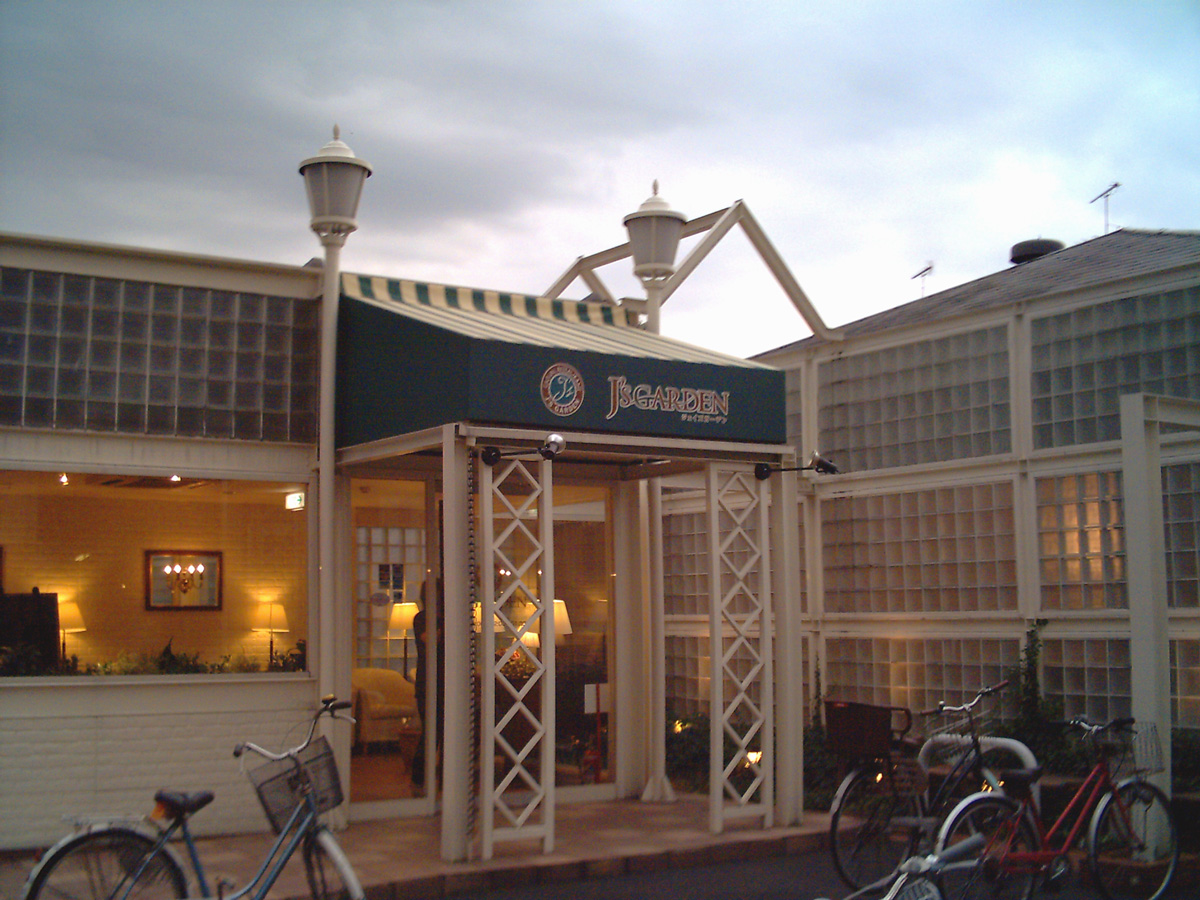
ジェイズガーデン・武蔵野西久保店（むさしの森珈琲へ転換）

## 不祥事
- ジョナサン店長のパワーハラスメントによる従業員肋骨骨折事件